# 巴黎魅影
《巴黎魅影》（法語：Un monstre à Paris）是一部2011年上映的法國音樂喜劇動畫電影，由碧柏·波傑林執導，盧·貝松製作，劇本由波傑林與史蒂凡·凱拉基恩（Stéphane Kazandjian）共同撰寫，並由歐羅巴影業發行。主要配音演員包括西恩·藍儂、凡妮莎·帕拉迪丝、亞當·戈德堡、丹尼·休斯頓、瑪德琳·玆馬、馬修·傑茲（Matthew Géczy）、杰·哈林顿、凯瑟琳·奥哈拉與鮑勃·巴拉班等人。
本片的情節元素大量取材自加斯東·勒諾特小說《歌劇魅影》。電影於2011年10月12日上映。製作單位還包括 Bibo Films、法國電視三台、Walking The Dog、uFilm、uFund、Canal+、法國電視台、CinéCinéma、比利時聯邦政府稅務減免基金以及Umedia。音樂由馬修·舍迪、西恩·藍儂與帕特里斯·雷松（Patrice Renson）共同創作。

## 劇情
1910年巴黎水災之際，個性害羞的放映員埃米爾與好友勞爾前往植物園送貨。因園中教授不在，由一隻名叫查爾斯的長鼻猴代為看管。勞爾在園內試驗兩種藥劑：「聲音原子化劑」（Atomize-a-Tune）可讓人唱出歌劇般的嗓音；「超級肥料」（Super Fertilizer）則能使植物迅速生長。兩劑意外混合後發生爆炸，一隻巨大怪物自實驗室逃脫，並在巴黎市區引發騷動。
露西兒是夜總會「珍禽俱樂部」（L'Oiseau Rare）的卡巴萊歌手，正受到姑媽卡洛塔夫人的壓力，被迫考慮嫁給富有的警察局長兼市長候選人維克多·梅諾特。怪物現身後，梅諾特展開調查，指派副手派特）領導行動。某夜，露西爾在意外中與怪物正面相遇，雖一開始驚恐萬分，卻很快發現牠不僅無害，還擁有動人的嗓音。她為牠取名為「佛朗克」（Francœur），並將其藏匿於自己的化妝間中。
梅諾特雖查知埃米爾與勞爾與爆炸事件有關，卻未予追究，反而頒發榮譽勳章表揚二人，並邀請他們參加露西爾的下一場演出。當晚，佛朗克化裝成人與露西爾合唱一曲打動全場觀眾。演出結束後，露西爾向埃米爾與勞爾坦白佛朗克的真實身份。隔日，梅諾特在公開場合聲稱將親自出馬，捕殺這隻「怪物」。為保護佛朗克，露西爾設計了一場「假死」戲碼，準備在即將舉行的典禮中讓牠假死脫身。不料計畫失敗，眾人只得帶著佛朗克在巴黎街頭展開一場驚險逃亡。最終，一行人與梅諾特在艾菲爾鐵塔展開對峙。梅諾特開槍後，佛朗克突然消失，眾人誤以為牠已中彈身亡。梅諾特的瘋狂行為激怒內政部長，派特受命將其逮捕入獄。
當晚，露西爾驚喜發現佛朗克並未死去，只是恢復了原本跳蚤的體型。教授隨後回到實驗室，利用改良配方讓牠再度變回人形。最終露西兒與勞爾解開年少時的誤會，終成眷屬。在片尾的中段彩蛋中，眾人將葵花籽撒入河中，洪水退去後，巨大向日葵在巴黎街頭綻放。而在最後的片尾彩蛋中，被捕的侍者阿爾貝與獄友高聲合唱，囚禁其中的梅諾特則試圖掙脫束縛，對歌聲感到極度煩躁。

## 配音員
| 角色                            | 配音員                                | 配音員                     |
| 角色                            | 法語（原版）                          | 英語                       |
| ------------------------------- | ------------------------------------- | -------------------------- |
| 佛朗克（Francœur）              | 馬修·舍迪                             | 西恩·藍儂                  |
| 露西兒（Lucille）               | 凡妮莎·帕拉迪丝                       | 凡妮莎·帕拉迪丝            |
| 勞爾（Raoul）                   | 蓋德·艾馬勒                           | 亞當·戈德堡                |
| 維克多·梅諾特（Victor Maynott） | 弗朗索瓦·克呂塞                       | 丹尼·休斯頓                |
| 莫德（Maud）                    | 露蒂芬·莎妮耶                         | 瑪德琳·玆馬                |
| 卡洛塔夫人（Madame Carlotta）   | 朱莉·費里耶                           | 凱瑟琳·歐哈拉              |
| 阿爾貝（Albert）                | 布魯諾·薩洛蒙                         | 馬修·傑茲（Matthew Géczy） |
| 埃米爾（Emile）                 | 賽巴斯汀·德茹爾（Sébastien Desjours） | 杰·哈林顿                  |
| 派特探員（Inspector Pâté）      | 菲利普·佩蒂厄                         | 鮑勃·巴拉班                |

## 製作過程

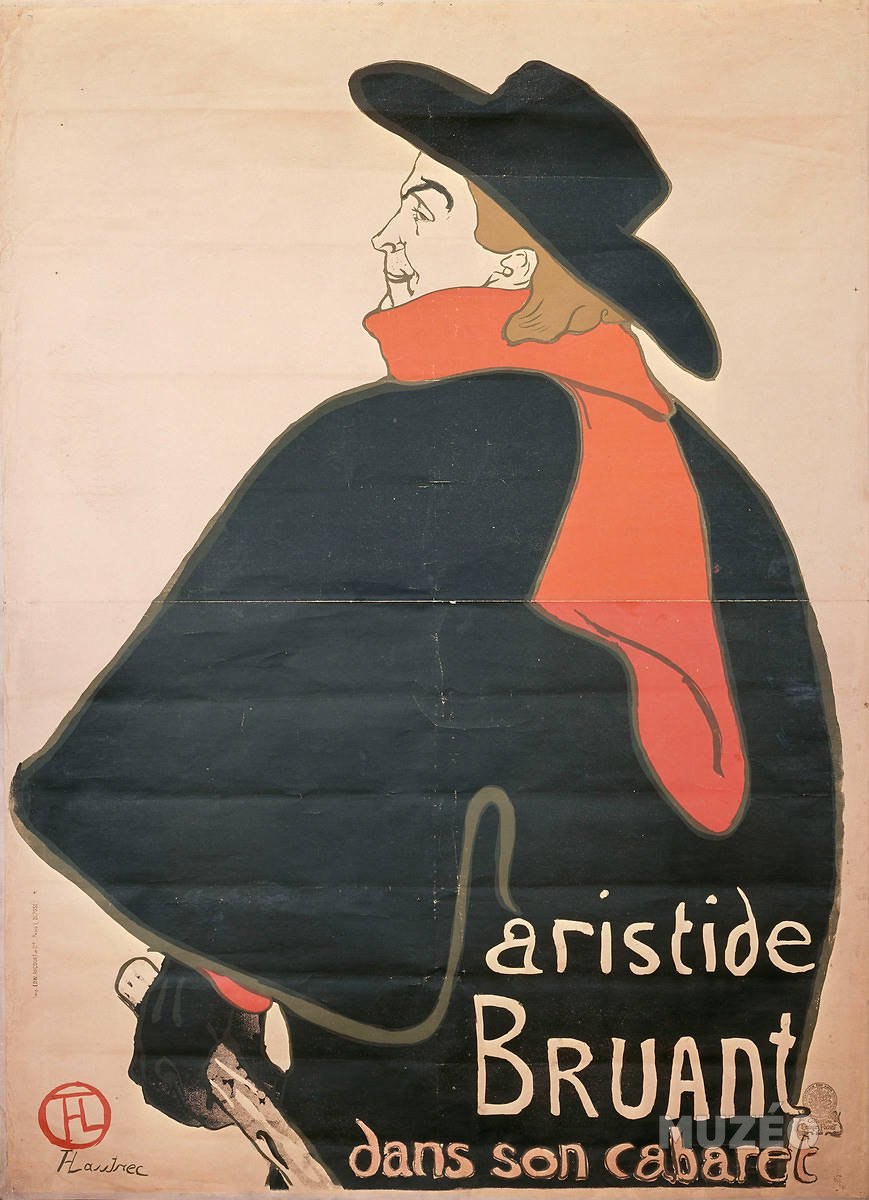
《在夜總會中的阿里斯蒂德·布呂昂》，亨利·德·土魯斯-羅特列克於1892年繪製的海報。布呂昂的舞台服裝啟發了片中佛朗克的偽裝造型。

導演碧柏·波傑林早在1993年創立自己的工作室Bibo Films時，就開始構思《巴黎魅影》的故事。當時該工作室主要製作電視動畫與廣告影片，但直到他1997年至2005年在美國梦工厂动画工作結束後，才於2005年正式啟動本片的製作計畫。
波傑林希望拍出一部介於好萊塢商業大片與作者電影之間的動畫長片，並以法國的Bibo Films為製作基地。他首先確定故事背景為巴黎，時代設定為20世紀初，並為此蒐集大量資料。他也很早確立了將電影拍成音樂劇風格的方向，以及核心角色設定一隻內心溫柔的怪物。2005年8月，波傑林完成第一版劇情大綱，隨後與編劇斯蒂凡·卡贊吉昂（Stéphane Kazandjian）共同修訂，兩人於2006年夏季完成可供製作的劇本初稿。2005年10月起，波傑林聯繫歌手馬修·舍迪，邀請他為本片創作歌曲；不久後又邀請凡妮莎·帕拉迪丝加入，兩位藝人一同合作完成歌曲創作與錄製工作。
團隊隨後投入長達一年半的視覺開發階段，包括角色、場景、道具及色彩氛圍的設計。貝爾熱隆表示，他在角色造型上主要受漫畫家安德烈·弗朗坎的影響，色彩與場景靈感則來自印象派畫家如阿尔弗雷德·西斯莱。片中怪物與女歌手露西爾（Lucille）的外型與動作則參考了配音演員馬修·謝迪與凡妮莎·帕拉迪絲本人的風格。打造一個令人親切的怪物形象十分挑戰，其最終造型融合多位創作者的靈感：例如跳蚤般的身形來自一位設計師，而披風則是貝爾熱隆參考阿里斯蒂德·布呂昂在夜總會舞台的服裝設計。
同時，電影積極尋找資金。《巴黎魅影》製作預算高達2800萬歐元，對法國動畫而言是一筆相當龐大的經費，募資過程相當艱難。貝爾熱隆甚至曾被迫暫停製作長達九個月，所幸他在夢工廠動畫的經驗成為一大助力。電影最終於2009年初正式開拍，製作持續至2010年8月底結束。《巴黎魅影》是2010年製作成本第三高的法國電影。
為配合共同製作方歐羅巴影業的發行需求，英語配音在動畫製作前即已完成，有助電影拓展英語市場。貝爾熱隆親自監督配音演員的選角與錄音，錄音地點設在洛杉磯。法語配音則在動畫完成後錄製。在所有配音員中，帕拉迪絲是唯一同時擔任英語與法語配音的成員。
動畫製作在位於蒙特勒伊的Bibo Films新設動畫工作室進行，動員約140位製作人員。故事分鏡經歷多次修改，定稿後剪輯過程嚴格遵循，以避免浪費已完成的場景。3D動畫主要使用XSI軟體，並搭配為本片量身打造的多款外掛程式。電影最終由歐羅巴影業負責發行。

## 配樂
本片的原聲帶由馬修·舍迪作曲，專輯由巴克萊唱片公司（Barclay）發行，共收錄22首曲目。其中包括由舍迪與凡妮莎·帕拉迪絲合唱的〈塞納河與我〉，該曲亦另行發行為單曲。
曲目列表如下：
| 曲序 | 曲目                                    | 时长 |
| ---- | --------------------------------------- | ---- |
| 1.   | Les Actualités（Philippe Peythieu）     | 0:28 |
| 2.   | La Valse de Paris（Patrice Renson）     | 0:42 |
| 3.   | La Seine Cabaret（Vanessa Paradis）     | 1:17 |
| 4.   | Émile et Raoul（M）                     | 2:01 |
| 5.   | Sur les toits（Patrice Renson）         | 1:29 |
| 6.   | Maynott（Patrice Renson）               | 1:05 |
| 7.   | La Rencontre（Patrice Renson）          | 1:46 |
| 8.   | Un monstre à Paris（M）                 | 2:19 |
| 9.   | Lucille "Le Baptême"（Vanessa Paradis） | 0:12 |
| 10.  | Francœur – Lucille（Patrice Renson）    | 2:11 |
| 11.  | Brume à Paname（M）                     | 1:01 |
| 12.  | Cabaret（M）                            | 1:02 |
| 13.  | La Seine（Vanessa Paradis）             | 2:48 |
| 14.  | Perquisition（Patrice Renson）          | 0:59 |
| 15.  | Sacré-Cœur（M）                         | 0:55 |
| 16.  | Papa Paname（Vanessa Paradis）          | 2:20 |
| 17.  | Sur le fleuve – Tournesol（M）          | 1:16 |
| 18.  | Tour Eiffel Infernale（Patrice Renson） | 2:29 |
| 19.  | L’Amour dans l’âme（M）                 | 1:30 |
| 20.  | Flashback（M）                          | 1:38 |
| 21.  | Un p’tit baiser（Vanessa Paradis）      | 2:24 |
| 22.  | Funky Baiser（M）                       | 5:14 |

## 發行
《巴黎魅影》（於2011年10月12日在法國上映。首週在全國617個戲院發行，吸引觀眾人次達30萬502人；其中在巴黎地區於18個戲院上映，觀影人次為2655人，為當週巴黎地區第二佳首映成績，僅次於《大藝術家》。
第二週觀影人次上升至42萬4812人，累計達75萬5314人次；第三週更達50萬6217人次，總觀影人數突破百萬，累計為126萬1531人次。第四週再增加14萬8072人次，使單月累計達140萬9603人次。接下來三週（11月底至12月初），週觀影人次依序為11萬3831人、5萬2688人與2萬2126人，最終累計觀影人次為163萬9161人次。

## 評價

### 法國
法國媒體對本片的評價大多偏向正面，但意見分布從普通到極好不等。根據AlloCiné於2014年8月的統計，《巴黎魅影》獲得來自18家媒體的評分，平均為滿分5分中的3.4分；其中僅《[20分鐘報》給予滿分5分，另有6家給4分，10家給3分。《20分鐘報》形容本片為「一部充滿魅力與音樂的詩意小珍品」，並盛讚其營造出「幽默與創意交織的奇幻世界」。
《Le Figaroscope》的 Emmanuèle Frois 亦撰寫正面評論，認為故事原創性高，並高度評價舍迪創作的音樂與其營造出的詩意氛圍，尤其讚賞他與帕拉迪絲搭檔演唱的效果；她唯一的遺憾在於歌曲數量偏少。《十字架报》的Corinne Renou-Nativel 同樣給予高度評價，讚揚本片的視覺風格、精緻對白與節奏明快的劇情。她總結道：「影片的幽默筆觸、畫面清新、馬修·舍迪與凡妮莎·帕拉迪絲所構築的迷人組合，以及片中瀰漫的詩意，使這部作品成為一場適合所有觀眾的美好觀影體驗」。
《新觀察家》的電視副刊《TéléCinéObs》中，評論家澤維爾·萊赫普爾則給出4星中的2星。他認為電影「充滿視覺創意、幽默與詩意」，並稱讚其世界觀與配樂，但批評最終高潮場面「不夠壯觀，未達應有水準」。
《世界報》的Thomas Sotinel則指出劇情「古怪且邏輯薄弱」，並認為本片雖具備激發觀眾「奇幻渴望」的潛力，卻經常未能真正實現。他亦提及與美國大型動畫相比，本片的資金明顯不足。
在較為保留的評價中，《觀點》的Florence Colombani肯定導演波傑林具備良好美學品味，特別是在開場段落表現亮眼，亦讚賞電影「傳達給年輕觀眾的人道主義訊息」。不過她也認為故事「略顯單薄」，並指出電影「缺乏足夠的戲劇結構，難以完全抓住觀眾注意力」。
《西法蘭西報》的評論也給予2星評價，批評電影只是「老掉牙主題的又一次變奏」，過於迎合好萊塢敘事套路，未能充分展現其「法式風格」，導致整體「過於保守與格式化」；不過仍肯定本片的原聲音樂品質。

#### 國際
英國於2012年1月上映，媒體普遍給予不錯評價。根据評論匯總网站爛番茄汇总的22篇评论文章，86%的评论家给予该作正面评价。
《衛報》的影評人Peter Bradshaw給予本片三顆星（滿分五顆），他寫道：「本片有些許维克多·雨果筆下《鐘樓怪人》的影子，也帶點《金剛》的元素，但同時擁有其獨特的古怪風格：是一部不錯的兒童電影」。
負面評論則主要集中於劇情上的薄弱與老套。《每日郵報》的Chris Tookey肯定電影的歌曲與視覺風格，但批評其劇情「老掉牙」（原文以法語 "vieux chapeau" 表示），笑點稀少，反派角色也令人失望。

## 獎項與提名

### 榮譽
| 獎項   | 日期   | 類別                 | 提名                                        | 結果 | 參考 |
| ------ | ------ | -------------------- | ------------------------------------------- | ---- | ---- |
| 凱薩獎 | 2012年 | 最佳動畫長片         | 碧柏·波傑林 盧·貝松                         | 提名 |      |
| 凱薩獎 | 2012年 | 最佳原創音樂         | 馬修·舍迪、帕特里斯·雷松                    | 提名 |      |
| 安妮獎 | 2014年 | 最佳動畫長片角色設計 | 克里斯托夫·盧爾德萊（Christophe Lourdelet） | 提名 |      |

## 外部連結
- 互联网电影数据库（IMDb）上《巴黎魅影》的资料（英文）